# Willy Keidser
Karl Vilhelm "Willy" Keidser, född 20 mars 1923 i Lunds domkyrkoförsamling, Skåne, död 28 juni 1976 i Helsingborg, Skåne, var en svensk skådespelare och regissör. 

## Biografi
Keidser var son till vaktmästaren Hans Keidser och hans hustru Nanna, född Rydkvist. Han kom till Helsingborgs stadsteater 1946 och var verksam där fram till sin död. 1952 gifte han sig med Margit Allenberg, med vilken han fick två barn. Paret omkom i järnvägsolyckan i Raus 1976.

## Teater

### Roller
| År   | Roll                             | Produktion                                                                                                 | Regi                        | Teater                   |
| ---- | -------------------------------- | --- | --------------------------- | ------------------------ |
| 1946 |                                  | Av hjärtans lust Karl Ragnar Gierow                                                                        | Lars-Levi Læstadius         | Helsingborgs stadsteater |
| 1946 | Jack                             | Eklöv och lavendel (Oak Leaves and Lavender) Seán O'Casey                                                  | Lars-Levi Læstadius         | Helsingborgs stadsteater |
| 1946 | Arbetskarl 4                     | Den ljusnande tid Alf Henrikson                                                                            | Lars-Levi Læstadius         | Helsingborgs stadsteater |
| 1947 | En ung man Gårdssångare          | Peppar och salt (Essig und Öl) Siegfried Geyer och Paul Frank                                              | Lars-Levi Læstadius         | Helsingborgs stadsteater |
| 1947 |                                  | Älskling, jag ger mig (Yes, My Darling Daughter) Mark Reed                                                 | Sture Ericson               | Boulevardteatern         |
| 1947 | Brevbäraren                      | Romeo och Jeanette (Roméo et Jeannette) Jean Anouilh                                                       | Lars-Levi Læstadius         | Helsingborgs stadsteater |
| 1947 | Wint Selby                       | Ljuva ungdomstid (Ah, Wilderness) Eugene O’Neill                                                           | Sture Ericson               | Helsingborgs stadsteater |
| 1947 | Helge                            | Höst Bengt Blomgren                                                                                        | Lars-Levi Læstadius         | Helsingborgs stadsteater |
| 1948 | Ivan                             | All världens rikedom (Tous les biens de ce monde) Jean-Paul Sartre                                         | Lars-Levi Læstadius         | Helsingborgs stadsteater |
| 1948 | Martin                           | Kamma noll Ingmar Bergman                                                                                  | Lars-Levi Læstadius         | Helsingborgs stadsteater |
| 1948 | Medverkande                      | Titt in på Tittut, revy Rune Moberg och Tylle Herlin                                                       | Lars-Levi Læstadius         | Helsingborgs stadsteater |
| 1949 | Valère                           | Tartuffe (Tartuffe, ou l'Imposteur) Molière                                                                | Lars-Levi Læstadius         | Helsingborgs stadsteater |
| 1949 | En ung inkasserare               | Längtans spårvagn (A Streetcar Named Desire) Tennessee Williams                                            | Lars-Levi Læstadius         | Helsingborgs stadsteater |
| 1949 | Pettersen                        | Vildanden Henrik Ibsen                                                                                     | Lars-Levi Læstadius         | Helsingborgs stadsteater |
| 1949 | Busborn                          | Askungen                                                                                                   | Arne Ragneborn              | Helsingborgs stadsteater |
| 1949 | Inspicienten                     | Lilla helgonet (Mam'zelle Nitouche) Hervé, Henri Meilhac och Albert Millaud                                | Mats Johansson              | Helsingborgs stadsteater |
| 1950 | Bernard                          | En handelsresandes död (Death of a Salesman) Arthur Miller                                                 | Lars-Levi Læstadius         | Helsingborgs stadsteater |
| 1950 | Snapp                            | Skomakarens frimåndag (The Shoemaker's Holiday) Thomas Dekker                                              | Lars-Levi Læstadius         | Helsingborgs stadsteater |
| 1950 | Källarmästaren                   | Simon trollkarlen Tore Zetterholm                                                                          | Ingrid Luterkort            | Helsingborgs stadsteater |
| 1951 | Wilson                           | Jane W. Somerset Maugham                                                                                   | Ingrid Luterkort            | Helsingborgs stadsteater |
| 1951 | Kommissarien                     | Brott och brott August Strindberg                                                                          | John Zacharias              | Helsingborgs stadsteater |
| 1951 | Kalebass                         | Hus med dubbel ingång (Casa con dos puertas) Pedro Calderón de la Barca                                    | John Zacharias              | Helsingborgs stadsteater |
| 1952 | En radiomatros                   | Måsar över Sorrento (Seagulls Over Sorrento) Hugh Hastings                                                 | John Zacharias              | Helsingborgs stadsteater |
| 1952 | Jakob                            | Erasmus Montanus Ludvig Holberg                                                                            | John Zacharias              | Helsingborgs stadsteater |
| 1952 | Speekdom                         | Bröllopet på Seine (La Belle Marinière) Marcel Achard                                                      | Ingrid Luterkort            | Helsingborgs stadsteater |
| 1952 | Michael O'Neill                  | Patty (The Moon Is Blue) F. Hugh Herbert                                                                   | Ingrid Luterkort            | Helsingborgs stadsteater |
| 1952 | Jackie Jackson                   | Livet skall levas (The Deep Blue Sea) Terence Rattigan                                                     | Ingrid Luterkort            | Helsingborgs stadsteater |
| 1953 | Paul Sycamore                    | Komedin om oss människor (You Can't Take It with You) Moss Hart och George S. Kaufman                      | Ingrid Luterkort            | Helsingborgs stadsteater |
| 1953 | Kapten Lesgate                   | Mord per telefon (Dial M for Murder) Frederick Knott                                                       | John Zacharias              | Helsingborgs stadsteater |
| 1953 | Herr Lepédura                    | Apollon från Bellac (L'Apollon de Bellac) Jean Giraudoux                                                   | Gunnar Olsson               | Helsingborgs stadsteater |
| 1953 | Lambourde                        | Ett huvud kortare (La tête des autres) Marcel Aymé                                                         | John Zacharias              | Helsingborgs stadsteater |
| 1953 | Vännen                           | Drömflickan (Dream Girl) Elmer Rice                                                                        | Johan Falck                 | Helsingborgs stadsteater |
| 1953 | Ordulfo                          | Henrik IV (Enrico IV) Luigi Pirandello                                                                     | Johan Falck                 | Helsingborgs stadsteater |
| 1954 | Trincolo                         | Stormen (The Tempest) William Shakespeare                                                                  | Johan Falck                 | Helsingborgs stadsteater |
| 1954 | En herre                         | Kanske en diktare Ragnar Josephson                                                                         | Gunnar Ekström              | Helsingborgs stadsteater |
| 1954 |                                  | Guds gröna ängar (The Green Pastures) Marc Connelly                                                        | Johan Falck                 | Helsingborgs stadsteater |
| 1955 | Tavernaren                       | Kristina August Strindberg                                                                                 | Johan Falck                 | Helsingborgs stadsteater |
| 1955 | Howie Newsome                    | Vår lilla stad (Our town) Thornton Wilder                                                                  | Erik Berglund               | Helsingborgs stadsteater |
| 1955 | Warren Gillie                    | Dollargrinet (The Solid Gold Cadillac) George S. Kaufman och Howard Teichmann                              | Johan Falck                 | Helsingborgs stadsteater |
| 1955 | Leroy                            | Madame Sans-Gêne Victorien Sardou och Émile Moreau                                                         | Johan Falck                 | Helsingborgs stadsteater |
| 1955 | Doktor Grenock                   | Måndagsäventyr (Mr. Kettle and Mrs. Moon) John Boynton Priestley                                           | Gunnar Ekström              | Helsingborgs stadsteater |
| 1955 | Hokaida                          | Thehuset Augustimånen (The Teahouse of the August Moon) John Patrick                                       | Stig Olin                   | Helsingborgs stadsteater |
| 1956 | Abe Horowitz                     | Urladdning (Clash by Night) Clifford Odets                                                                 | Gunnar Ekström              | Helsingborgs stadsteater |
| 1956 | Saint-Gaudens                    | Kameliadamen (La Dame aux camélias) Alexandre Dumas den yngre                                              | Johan Falck                 | Helsingborgs stadsteater |
| 1956 | Hermes                           | Balladen om ingen Johannes W. Klefisch                                                                     | Johan Falck                 | Helsingborgs stadsteater |
| 1957 | Rosenschiöld                     | Ett brott Sigfrid Siwertz                                                                                  | Johan Falck                 | Helsingborgs stadsteater |
| 1957 | Hubert                           | Markisinnan (The Marquise) Noël Coward                                                                     | Gunnar Ekström              | Helsingborgs stadsteater |
| 1957 | Alec Birch                       | Spindelnätet (The Spider's Web) Agatha Christie                                                            | Eva Sköld                   | Helsingborgs stadsteater |
| 1957 | Radiorösten                      | Ut med narren! (Take the Fool away) J.B. Priestley                                                         | Johan Falck                 | Helsingborgs stadsteater |
| 1957 | Gregerson                        | Nationalmonumentet Tor Hedberg                                                                             | Rolf Carlsten               | Helsingborgs stadsteater |
| 1958 | Hertig La Trémouille             | Sankta Johanna (Saint Joan) George Bernard Shaw                                                            | Johan Falck                 | Helsingborgs stadsteater |
| 1958 | Robert                           | Tolvskillingsoperan (Die Dreigroschenoper) Bertolt Brecht och Kurt Weill                                   | Johan Falck                 | Helsingborgs stadsteater |
| 1959 | Kristofer Sluger Skräddaren      | Så tuktas en argbigga (The Taming of the Shrew) William Shakespeare                                        | Johan Falck Edvin Adolphson | Helsingborgs stadsteater |
| 1959 | Juryman 6                        | Tolv edsvurna män (12 Angry Men) Reginald Rose                                                             | Johan Falck                 | Helsingborgs stadsteater |
| 1959 | Järnhadlare Kohlman              | Fridas visor eller Oscars fyra bekymmer eller En vecka i Lilla Paris Gösta Sjöberg                         | Frank Sundström             | Helsingborgs stadsteater |
| 1959 | Mjölkutköraren                   | Generalen på skolbänken (L'Hurluberlu ou Le Reactionnaire amoureux) Jean Anouilh                           | Palle Granditsky            | Helsingborgs stadsteater |
| 1959 | Hertig Fredrik Corinnus          | Som ni behagar (As you Like it) William Shakespeare                                                        | Frank Sundström             | Helsingborgs stadsteater |
| 1960 | Greve Ludovic                    | Förbjudet att älska eller Trädgårdsmästarens hund (Comedia famosa del Perro del hortelano) Lope de Vega    | Frank Sundström             | Helsingborgs stadsteater |
| 1960 | Polonius                         | Hamlet William Shakespeare                                                                                 | Frank Sundström             | Helsingborgs stadsteater |
| 1961 | Ambrose Gusset                   | Ung och grön (Salad Days) Dorothy Reynolds och Julian Slade                                                | Jan Hemmel Frank Sundström  | Helsingborgs stadsteater |
| 1961 | Mussjö                           | Gisslan (The hostage) Brendan Behan                                                                        | Lars-Erik Liedholm          | Helsingborgs stadsteater |
| 1961 | Herr Biedermann                  | Biedermann och pyromanerna (Biedermann und die Brandstifter) Max Frisch                                    | Lars-Erik Liedholm          | Helsingborgs stadsteater |
| 1961 | Värden på alphotellet            | Perrichons resa (Le voyage de M. Perrichon) Eugène Labiche                                                 | Mats Johansson              | Helsingborgs stadsteater |
| 1962 |                                  | Värmebölja (Hot Summer Night) Ted Willis                                                                   | Lars-Erik Liedholm          | Helsingborgs stadsteater |
| 1962 | Majoren                          | Den vackra mjölnerskan (La molinera de Arcos) Alejandro Casona                                             | Bo G. Forsberg              | Helsingborgs stadsteater |
| 1963 | Läkaren                          | Brand Henrik Ibsen                                                                                         | Lars-Erik Liedholm          | Helsingborgs stadsteater |
| 1963 | Kaféägaren                       | Hermione och kärleken (Hermione) Hans Koning                                                               | Per Sjöstrand               | Helsingborgs stadsteater |
| 1963 | Cléante                          | Tartuffe (Tartuffe, ou l'Imposteur) Molière                                                                | Per Sjöstrand               | Helsingborgs stadsteater |
| 1964 | Björnson                         | Ostron och politik Guilherme Figueiredo                                                                    | Per Sjöstrand               | Helsingborgs stadsteater |
| 1964 | Vicedirektören                   | Processen (Der Prozess) Franz Kafka                                                                        | Lars-Erik Liedholm          | Helsingborgs stadsteater |
| 1964 | Lorenzo Abraham                  | Romeo och Julia (The Tragedy of Romeo and Juliet) William Shakespeare                                      | Per Sjöstrand               | Helsingborgs stadsteater |
| 1965 | Hudson                           | Vittne mot sig själv (Inadmissable evidence) John Osborne                                                  | Bo Swedberg                 | Helsingborgs stadsteater |
| 1965 | Fältherren                       | Mor Courage och hennes barn (Mutter Courage und ihre Kinder) Bertolt Brecht                                | Per Sjöstrand               | Helsingborgs stadsteater |
| 1966 | Baronen                          | Jeppe på berget (Jeppe paa Bierget) Ludvig Holberg                                                         | Gunnar Skar                 | Helsingborgs stadsteater |
| 1967 | Polichinela                      | Skälmarnas triumf (Los intereses creados) Jacinto Benavente                                                | Lennart Kollberg            | Helsingborgs stadsteater |
| 1967 |                                  | Marius Marcel Pagnol                                                                                       | Lars Göran Carlson          | Helsingborgs stadsteater |
| 1968 | Brodern Värden Storbonden        | Den kaukasiska kritcirkeln (Der kaukasische Kreidekreis) Bertolt Brecht                                    | Håkan Ersgård               | Helsingborgs stadsteater |
| 1968 | Albert Carlsson                  | Din stund på jorden Vilhelm Moberg                                                                         | Per Sjöstrand               | Helsingborgs stadsteater |
| 1968 |                                  | Kung Ubu (Ubu-roi) Alfred Jarry                                                                            | Lars Göran Carlson          | Helsingborgs stadsteater |
| 1968 | Lopachin                         | Körsbärsträdgården (Вишнёвый сад, Visjnjovyj sad) Anton Tjechov                                            | Lars-Levi Læstadius         | Helsingborgs stadsteater |
| 1969 | Adolphe Ludvig XVI               | Bagaren, bagerskan och den lilla bagarpojken (Le Boulanger, la boulangère et le petit mitron) Jean Anouilh | Martin Söderhjelm           | Helsingborgs stadsteater |
| 1970 | Kungen                           | Escorial (Escurial) Michel de Ghelderode                                                                   | Lars-Levi Læstadius         | Helsingborgs stadsteater |
| 1970 | Puntila                          | Herr Puntila och hans dräng Matti (Herr Puntila und sein Knecht Matti) Bertolt Brecht                      | Lars-Levi Læstadius         | Helsingborgs stadsteater |
| 1971 | Herr X                           | Paria August Strindberg                                                                                    | Kaj Ahnhem                  | Helsingborgs stadsteater |
| 1971 | Eugene                           | Bamsingen (Le Babour) Félicien Marceau                                                                     | Martin Söderhjelm           | Helsingborgs stadsteater |
| 1971 | Tobias Rap                       | Trettondagsafton (Twelfth Night, or What You Will) William Shakespeare                                     | Lars-Levi Læstadius         | Helsingborgs stadsteater |
| 1971 | Eddie                            | Vid läglig lägenhet (Vacant Possession) Maisie Mosco                                                       | Martin Söderhjelm           | Helsingborgs stadsteater |
| 1972 | Gamle Ekdal                      | Vildanden Henrik Ibsen                                                                                     | Lars-Levi Læstadius         | Helsingborgs stadsteater |
| 1972 | Statsministern                   | Skymningsbaren (Twilight Bar) Arthur Koestler                                                              | Stellan Olsson              | Helsingborgs stadsteater |
| 1972 | Gérome                           | Fruar på vift (Le dindon) Georges Feydeau                                                                  | Lars-Levi Læstadius         | Helsingborgs stadsteater |
| 1973 | Doktor Josef Lundblom            | Melodi på lergök Lars-Levi Læstadius                                                                       | Lars-Levi Læstadius         | Helsingborgs stadsteater |
| 1973 | Billy Boanerges                  | Karusellen (The Apple Cart) George Bernard Shaw                                                            | Claes Sylwander             | Helsingborgs stadsteater |
| 1973 | Vaclav                           | Dr Burkes egendomliga eftermiddag (Podivné odpoledne dr. Zvonka Burkeho) Ladislav Smoček                   | Claes Thelander             | Helsingborgs stadsteater |
| 1973 | Löpar-Nisse                      | Värmlänningarna Fredrik August Dahlgren och Andreas Randel                                                 | Claes Sylwander             | Helsingborgs stadsteater |
| 1974 | Herman Pamp                      | Pampen Lars Björkman                                                                                       | Claes Sylwander             | Helsingborgs stadsteater |
| 1974 | Loyal                            | Tartuffe (Tartuffe, ou l'Imposteur) Molière                                                                | Hanskarl Zeiser             | Helsingborgs stadsteater |
| 1974 | Charles Paumelle                 | Victor: När barnen tar makten (Victor, ou, Les Enfants au pouvoir) Roger Vitrac                            | Hans Polster                | Helsingborgs stadsteater |
| 1975 | Willy Loman                      | En handelsresandes död (Death of a Salesman) Arthur Miller                                                 | Claes Sylwander             | Helsingborgs stadsteater |
| 1975 | Axel Bergh                       | Turarna, en färjepjäs Stellan Olsson och Jan Olsheden                                                      | Stellan Olsson              | Helsingborgs stadsteater |
| 1975 | Glasmästaren                     | Ett drömspel August Strindberg                                                                             | Lars Svenson                | Helsingborgs stadsteater |
| 1975 | Fredrik                          | Hemma igen Runar Schildt                                                                                   | Hans Polster                | Helsingborgs stadsteater |
| 1976 | Hægstabonden Dovregubben Fellahn | Peer Gynt Henrik Ibsen                                                                                     | Claes Sylwander             | Helsingborgs stadsteater |

### Regi (ej komplett)
| År   | Produktion                                | Upphovsmän                                                          | Teater                   |
| ---- | ----------------------------------------- | ------------------------------------------------------------------- | ------------------------ |
| 1953 | Clownen Beppo                             | Else Fisher                                                         | Helsingborgs stadsteater |
| 1954 | Mästerkatten i stövlar Den bestøvlede kat | Hans Werner                                                         | Helsingborgs stadsteater |
| 1955 | Dummerjöns Klods-Hans                     | H.C. Andersen Dramatisering Willy Keidser och Tylle Herlin          | Helsingborgs stadsteater |
| 1957 | Skattkammarön Treasure Island             | Robert Louis Stevenson Dramatisering Willy Keidser och Tylle Herlin | Helsingborgs stadsteater |
| 1974 | Clownen Beppo                             | Else Fisher                                                         | Helsingborgs stadsteater |